# خشونت علیه زنان در ایالات متحده آمریکا
خشونت علیه زنان در ایالات متحده به سوء استفاده خانگی، قتل، قاچاق جنسی، تجاوز جنسی و تجاوز علیه زنان در ایالات متحده اطلاق می‌شود. این موضوع به عنوان یک نگرانی بهداشت عمومی شناخته شده است. فرهنگ در ایالات متحده منجر به ساده‌انگاری خشونت علیه زنان شده است، به طوری که رسانه‌ها در ایالات متحده، احتمالاً به بی‌اهمیت جلوه دادن خشونت زنانه در اذهان عموم کمک می‌کنند.

## تاریخچه
تاریخچه قوانین و تابوهای فرهنگی در حال حاضر بر چگونگی تدوین قوانین جدید تجاوز جنسی، نحوه اعمال قوانین توسط مجریان قانون و نحوه تصمیم‌گیری پلیس برای دستگیری مجرمان و مظنونان تأثیر دارد. تاریخچه تعقیب تجاوز جنسی بر اینکه پرونده‌های فعلی به دادگاه کشیده شوند یا خیر تأثیر می‌گذارد. قضات و هیئت منصفه بر اساس پنداشت گذشته خود در مورد موضوع تجاوز جنسی تصمیم به محکومیت می‌گیرند.

## رسانه‌ها
نشان داده شده که تصویرسازی زنانی که در تبلیغات، پورنوگرافی، فیلم‌ها و موزیک ویدیو قربانی جنسی می‌شوند، حمایت از خشونت علیه زنان را افزایش می‌دهد.
در مطالعه‌ای که در سال ۲۰۰۸ منتشر گشت، مشخص شد که در نزدیک به ۲۰۰۰ آگهی چاپی از ۵۸ مجله محبوب در ایالات متحده، ۵۰٪ از تبلیغات، زنان را به عنوان اشیاء جنسی به تصویر کشیده و در حدود ۱۰٪ از تبلیغات به عنوان قربانی ظاهر شده‌اند. مجلات اصلی که زنان را به عنوان اشیاء جنسی به نمایش می‌گذاشتند، در رابطه با موضوعات مد و نوجوان بودند. این تبلیغات اغلب زنان را در موقعیت‌ها و عبارات مختلفی که برگرفته از پورنوگرافی است، نشان می‌دادند. این مطالعه همچنین بیان کرد که زنان در ایالات متحده احساس می‌کنند که تجاوز جنسی «در فرهنگ آمریکایی بی‌اهمیت است» و به این نتیجه رسید که «تصاویر رسانه‌ای که زنان را هم به‌عنوان شیء جنسی و هم به‌عنوان قربانی معرفی می‌کند» احتمالاً به این بی‌اهمیت‌سازی کمک کرده است.
مطالعه‌ای در سال ۲۰۱۶ در رابطه با استفاده ابزاری از زنان در رسانه‌ها نشان داد که مجلات مردانه، تلویزیون واقع‌نما و پورنوگرافی افکار شی‌گرایی بیشتری را به همراه داشته که به نوبه خود منجر به حمایت بیشتر از خشونت علیه زنان شده است. در نتایج این مطالعه، بیان شده که «رابطه بین قرار گرفتن در معرض رسانه‌های شی‌انگار و نگرش‌های حمایت کننده از خشونت علیه زنان کاملاً متأثر از مفاهیم زنان به عنوان اشیاء جنسی است».

## پیامدها
خشونت علیه زنان می‌تواند منجر به صدمات جسمی فوری و عوارض طولانی مدت سلامت روانی و جسمی شود. خشونت علیه زنان علاوه بر تأثیر منفی بر سلامت روحی و جسمی، می‌تواند زندگی در محل کار، خانه و مدرسه را مختل کند. در برخی موارد خشونت منجر به مرگ نیز می‌شود.
کودکانی که در معرض خشونت قرار می‌گیرند نیز در معرض خطر ابتلا به مشکلات روحی و جسمی هستند. کودکان ممکن است بسته به سن به آن‌ها، واکنش متفاوتی نسبت به قرار گرفتن در معرض خشونت نشان دهند.
خشونت خانگی یکی از علل اصلی بی خانمانی در میان زنان است. بر اساس تحقیقات، حدود ۸۰ درصد از زنان بی خانمان قبلاً خشونت خانگی را تجربه کرده‌اند. زنان و خانواده‌ها سریع‌ترین میزان رشد جمعیت بی خانمان در ایالات متحده را تشکیل می‌دهند.

## انواع خشونت

### خشونت خانگی
بر اساس مرکز کنترل و پیشگیری از بیماری‌ها و مؤسسه ملی دادگستری، در حدود ۱ نفر از هر ۴ زن، حداقل از تجربه یک حمله فیزیکی از طرف شریک زندگی خود در دوران بزرگسالی رنج می‌برد. گزارشی در سال ۲۰۰۷ نشان داد که در حدود ۶۴ درصد از قتل‌های زنان توسط شریک زندگی یا یکی از اعضای خانواده انجام شده است. سوء استفاده از شریک صمیمی ممکن است شامل انواع دیگری از رفتارهای توهین آمیز نیز باشد. اینها مواردی هستند که در آنها یکی از شرکا، به دنبال کنترل امور مالی، انزوا از دوستان و خانواده و تسلط بر روابط است.
زنان مسن‌تر، کسانی که در جوامع روستایی زندگی می‌کنند، زنان معلول و مهاجران به عنوان گروه‌هایی شناسایی شده‌اند که در معرض خطر بیشتری برای آزار خانگی و جنسی هستند. رسیدگی و پیشگیری از چنین خشونتی ممکن است دشوار باشد زیرا برخی از زنان به خدمات قربانی دسترسی ندارند. یک زن همچنین ممکن است دارای موانع زبانی، وابستگی اقتصادی و روانی به مجرم باشد.
در برخی موارد خشونت، ممکن است یک زن و فرزندانش نتوانند مسکنی جدا از مرتکب تهیه کنند. بین ۲۲ تا ۵۷ درصد از این زنان بی‌خانمان می‌شوند. با توجه به مقررات مسکن که سیاست «عدم تحمل» را اعمال می‌کند و که مستلزم اخراج همه اعضای خانواده است در صورت محکوم شدن حتی یک نفر به هر جرمی است، در نتیجه اعمال این قانون می‌توانند باعث بی‌خانمانی زنان کتک خورده شود. این رویه اساساً یک عامل بازدارنده، برای گزارش موارد خشونت در خانه ایجاد می‌کند. برخی از زنانی که خشونت را در خانه تجربه کرده‌اند در خطر از دست دادن شغل خود در ارتباط با نیازشان به درمان پزشکی، مشاوره، یافتن مسکن جدید و حمایت قانونی هستند.

### تجاوز جنسی
درصد زنانی که در ایالات متحده مورد تجاوز جنسی قرار گرفته‌اند بین ۱۵ تا ۲۰ درصد است که مطالعات مختلف دارای نتایج متفاوتی هستند. (بررسی ملی خشونت علیه زنان در سال ۱۹۹۵، نرخ ۱۷٫۶٪؛ مطالعه وزارت دادگستری در سال ۲۰۰۷ در مورد تجاوز، نرخ 18% را نشان داد). در سال ۲۰۰۸ روزانه حدود ۵۰۰ زن در ایالات متحده مورد تجاوز جنسی قرار می‌گرفتند در حدود ۲۱٫۸ درصد از این موارد تجاوزهای جنسی در ایالات متحده زنان قربانی تجاوزهای گروهی شده‌اند.
گزارش مارس ۲۰۱۳ اداره آمار وزارت دادگستری ایالات متحده، از سال ۱۹۹۵ تا ۲۰۱۰، میزان تخمینی سالانه تعرض یا تجاوز جنسی به زنان به میزان ۵۸ درصد کاهش یافته است و از ۵٫۰ قربانی به ازای هر ۱۰۰۰ زن ۱۲ ساله یا بالاتر به ۲٫۱ در هر ۱۰۰۰ نفر رسیده است. با این حال، یک مطالعه در سال ۲۰۱۳ در مورد تجاوز جنسی در ایالات متحده نشان داد که موارد گزارش شده کمتر از میزان واقعی بوده است. همچنین طبق یک مطالعه در سال ۲۰۱۴، مجریان قانون در ایالات متحده آمار تجاوز جنسی را برای «ایجاد توهم موفقیت در مبارزه با جرایم خشن» دستکاری می‌کند. متهمان در هنگام تحقیق به ندرت مجرم شناخته می‌شوند.

### تعرض جنسی

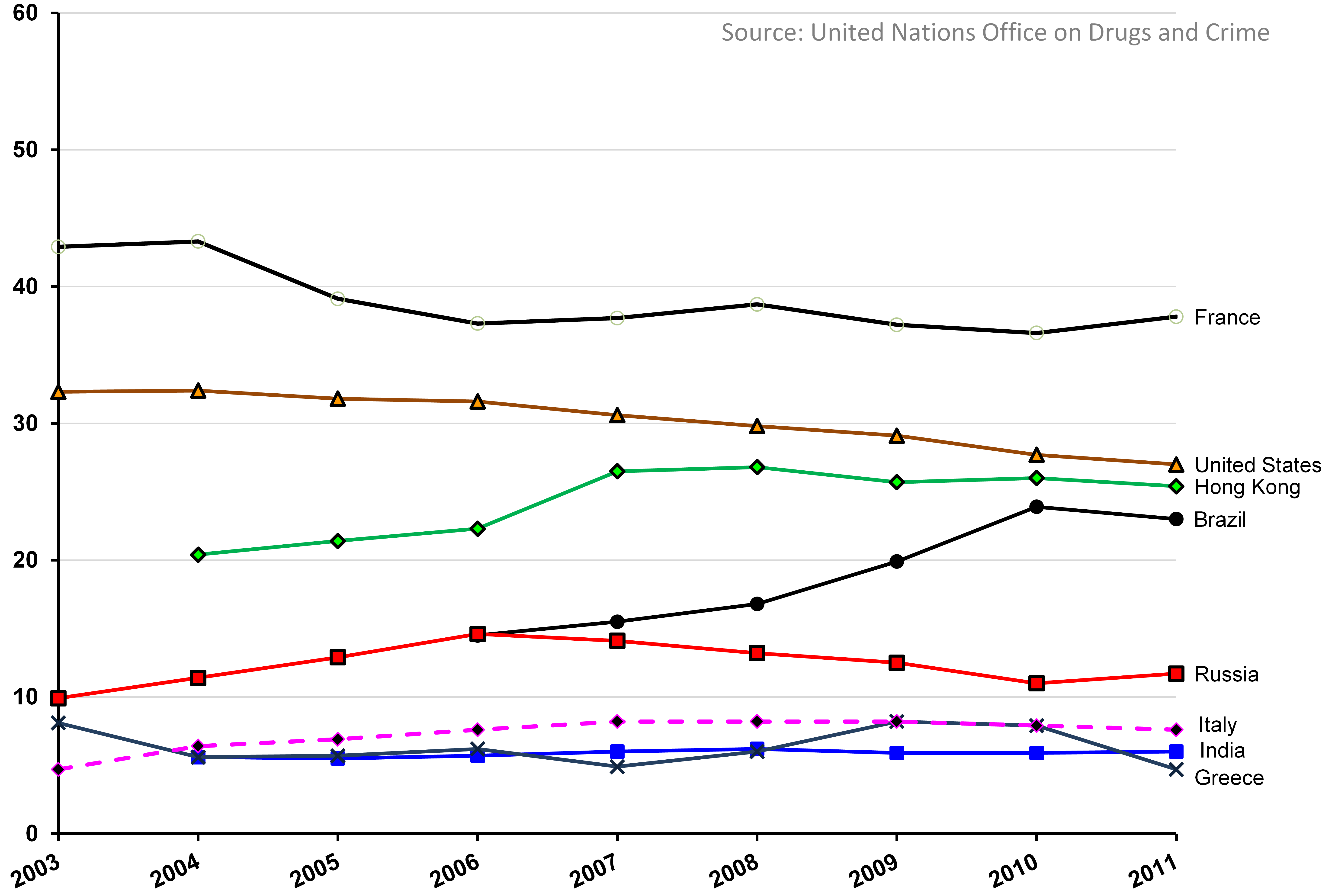
تجاوز سالانه و انواع تعرض‌های جنسی به ازای هر ۱۰۰۰۰۰ نفر

تعرض جنسی تفاوت قابل توجهی با سایر جرایم تعرض دارد. برای تعرض جنسی، شدت جرم با احراز خصوصیات اخلاقی، رفتار، نشانه‌های مقاومت و ابراز کلامی مشارکت غیر توافقی قربانی تعیین می‌شود. ارتکاب جنایت، نوع دیگری از تعرض، بر اساس اقدامات و نیت مرتکبین مشخص می‌شود. پاسخ قربانی به این نوع تعرض مشخص نمی‌کند که آیا جرمی رخ داده است یا خیر. قربانی نباید مجبور باشد که نشان دهد که مقاومت کرده، رضایت داده یا سابقه درگیری داشته است. به‌علاوه، مسئله حمله پس از رضایت دادن (به رابطه جنسی)، درک خشونت و جراحت را پیچیده می‌کند - حتی اگر رابطه جنسی توافقی باشد. تغییرات در قوانین مربوط به برخی اعمال جنسی ممکن است «به تمجید از خشونت جنسی منجر شود».

#### عینی سازی
مطالعه‌ای در سال ۲۰۱۵ توسط دانشگاه نبراسکا نشان داد که زنان دانشگاهی در ایالات متحده که قربانی خشونت جنسی یا خشونت شریک زندگی بوده‌اند، شروع به خود شی‌انگاری نموده و احساس شرمندگی بدنی کرده‌اند. زنان بومی آمریکا در فرهنگ عامه تحت کلیشه «زن سرخپوست سکسی» که توسط لباس‌های سکسی هالووین و دیگر راه‌ها مانند نمایش‌های مد که از زیبایی‌شناسی بی بند و باری جنسی زنان بومی استفاده می‌کنند، عینیت یافته‌اند. علاوه بر این، زنان بومی آمریکا به شدت توسط مستعمره نشینان هدف استفاده ابزاری و اغلب مورد تجاوز جنسی قرار گرفتند که از آن به عنوان روشی برای کنترل در هنگام تأسیس دنیای جدید استفاده می‌کردند. بر اساس قوانین اروپا، زنان بومی آمریکا به دارای شوهران مستعمره‌نشین خود تبدیل شدند که منجر به تملک واقعی و متعاقب آن شی‌سازی زنان بومی شد.

### خشونت دولتی

#### حاملگی اجباری و عقیم‌سازی

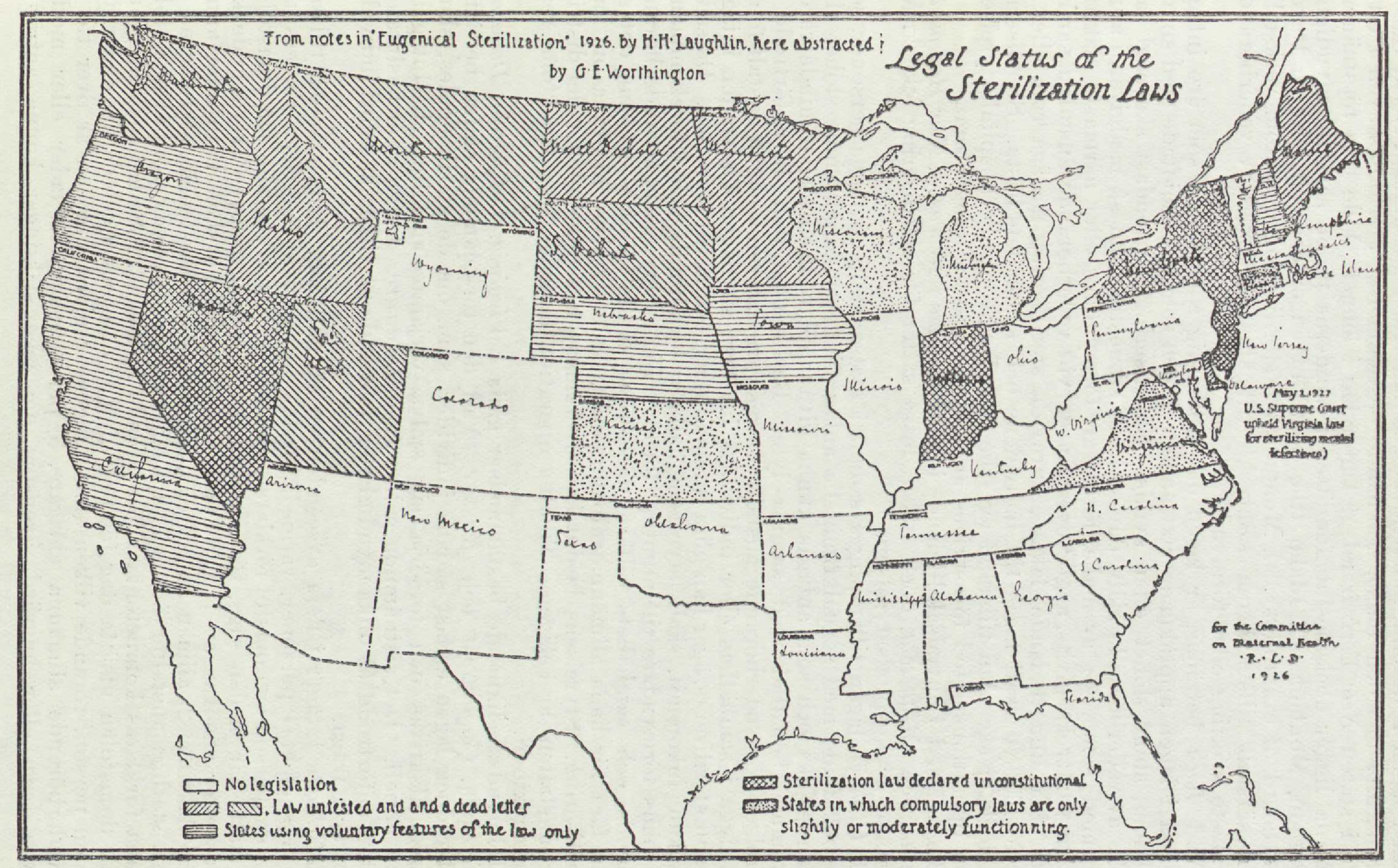
نقشه ای از گزارش کمیسیون سلطنتی سوئد در سال ۱۹۲۹، ایالت‌های ایالات متحده را نشان می‌دهد که قانون عقیم سازی را اجرا کرده‌اند.

عقیم‌سازی اجباری به عنوان نوعی خشونت مبتنی بر جنسیت شناخته می‌شود. در ایالات متحده، زنان بومی آمریکایی، مکزیکی آمریکایی، آفریقایی آمریکایی و پورتوریکویی-آمریکایی به زور وادار به اجرای برنامه‌های عقیم سازی شدند که بومیان آمریکایی و آمریکایی‌های آفریقایی‌تبار مورد هدف قرار گرفته بود. بسیاری از این پروژه‌ها نتیجه نژادپرستی و اصلاح نژادی در ایالات متحده بود. در مجموع، ۳۱ ایالت از ۵۰ ایالت دارای برنامه‌های رسمی اصلاح نژادی بودند که طی آن‌ها ده‌ها هزار زن عقیم شدند.
جنگ با فقر پرزیدنت لیندون بی. جانسون، که بنا بر استدلال باربارا گور استاد دانشگاه کنتیکت تأیید کننده این منطق بود جهان منابع لازم لازم برای مراقبت از کل جمعیت‌اش را ندارد، منجر به ایجاد دفتر فرصت‌های اقتصادی شد که به آموزش، پرورش و پیشگیری از بارداری برای فقرا می‌پرداخت. قانون تنظیم خانواده در سال ۱۹۷۰ تقریباً به اتفاق آرا با الهام از تفکر اصلاح نژادی تصویب شد و عقیم‌سازی زنان ۳۵۰ درصد افزایش یافت و تقریباً ۱ میلیون زن هر سال در بین سال‌های ۱۹۷۰ تا ۱۹۷۵ عقیم شدند.

من زنی را که هر دو سال یک بار بچه بیاورد سودآورتر از بهترین مرد مزرعه می‌دانم… آنچه او تولید می‌کند افزوده‌ای به سرمایه است، در حالی که زحمات مرد صرفاً در مرداب مصرف ناپدید می‌شود.

—توماس جفرسون
از زمان استعمار اروپا، اروپایی‌هایی تازه‌وارد به دنبال کنترل جمعیت بومی آمریکا بودند تا سرمایه و منابع بیشتری را از سرزمین‌های تازه کشف شده به دست آورند. این منجر به سیاست‌های نسل‌کشی و حذف زنان و دختران بومی آمریکا به منظور تهیه زمین برای شهرک‌سازی شد. سوابق نشان داده است که دختران بومی آمریکایی از سن یازده سالگی عمل هیسترکتومی انجام داده‌اند. زنان بومی آمریکا یک گروه اقلیتی بوده‌اند که به دلیل سطوح بالای رازداری بوروکراتیک و شرایط منحصر به فرد استعمار و خشونت جنسی که وضعیت اسفبار آنها را برای جنبش‌های اصلی فمینیستی نامرئی نگه داشته بود، هدف آسان‌تری برای عقیم سازی بودند.
به درخواست دولت ایالات متحده، زنان بومی آمریکایی نمی‌توانستند اسناد دادگاهی را که شیوه‌های عقیم‌سازی سرویس بهداشتی سرخپوستان (IHS) را مستند می‌کرد، باز کنند. یک مطالعه دفتر حسابداری عمومی (GAO) که بین سال‌های ۱۹۷۳ و ۱۹۷۶ انجام شد، نشان داد که تأسیسات منتسب به IHS، تعداد ۳۴۰۶ زن بومی آمریکایی را در آلبوکرکی، فینیکس، اوکلاهما سیتی، آبردین و داکوتای جنوبی عقیم کرده‌اند. بیشتر این زنان بین ۱۵ تا ۴۴ سال سن داشتند. این تعداد زیاد زنان بومی آمریکایی که عقیم شدند، معادل ۴۵۲۰۰۰ زن غیربومی آمریکا بود. بسیاری از این روش‌های عقیم‌سازی، تعریف دادگاه منطقه‌ای ایالات متحده از رضایت آگاهانه را نقض می‌کنند: «موافقت داوطلبانه و آگاهانه از سوی فردی که قرار است هرگونه عقیم‌سازی روی او انجام شود.» غالباً مترجمی برای توضیح میزان شدت عمل، به زنان بومی آمریکا وجود نداشت و پزشکان اطلاعات در مورد برگشت‌ناپذیری عقیم‌سازی یا سایر اشکال پیشگیری از بارداری را پنهان می‌کردند.
پزشکان IHS در طی ۲۰ سال و قبل از تأیید سازمان غذا و دارو در سال ۱۹۹۲، یک داروی ضدبارداری شیمیایی Depo-Provera را برای مدت طولانی برای زنان بومی آمریکا تجویز می‌کردند. این داروی پیشگیری از بارداری عوارض طولانی مدتی مانند افسردگی، پوکی استخوان، عقیمی و سرطان دهانه رحم به همراه داشت. بسیاری از زنان بومی آمریکا از این عوارض جانبی آگاه نبودند. عقیم سازی اغلب راه حل پیش فرض برای پیشگیری از بارداری برای زنان بومی آمریکا بود که اغلب توسط مقامات دولتی مجبور به انجام چنین روش‌هایی می‌شدند. در سال ۲۰۰۴، حدود ۱/۳ از زنان بومی آمریکا تحت عمل بستن لوله‌های رحمی قرار می‌گرفتند که این میزان ۱۲۳ درصد بیشتر از زنان سفیدپوست است.
در مورد آمریکایی‌های آفریقایی‌تبار، منشأ کنترل جمعیت آنها از برده داری در ایالات متحده بود. در طول دوره تجارت برده در ایالات متحده، برده‌های آفریقایی به عنوان شیوه تولید مورد استفاده قرار می‌گرفتند و زنان برده مجبور به بارداری می‌شدند تا نیروی کار برده افزایش یابد. این سابقه کنترل جمعیت آفریقایی آمریکایی انگیزه عقیم‌سازی زنان آفریقایی آمریکایی در آینده را فراهم کرد.
در سال ۱۹۲۷، دادگاه عالی ایالات متحده برنامه‌های اصلاح نژاد در این کشور را تأیید کرد. این حکم جنبش اصلاح نژاد را بیشتر به پیش برد و منجر به عقیم سازی اجباری زنان شد. اتانازی غیرارادی نیز توسط اوژنیست‌های آمریکایی حمایت می‌شد و در موارد نادری انجام می‌گرفت، با ترویج شده‌ترین روش اتانازی اتاق‌های گاز بود، اگرچه هرگز در ایالات متحده جا نیفتاد و عقیم سازی در اولویت قرار داشت.
الیور وندل هلمز، قاضی دیوان عالی کشور نوشت:
برای همه جهان بهتر است، اگر جامعه به جای انتظار برای اعدام فرزندان منحط به جرم جنایت، یا اجازه دادن به آنها تا برای حماقت‌شان از گرسنگی بمیرند، جامعه می‌تواند مانع از آن‌هایی شود که آشکارا شایسته ادامه دادن گونه شان نیستند.
اصلاح نژاد و برنامه‌های عقیم سازی در ایالات متحده بعداً الهام بخش اصلاح نژاد نازی شد. بنیاد خصوصی آمریکایی راکفلر به توسعه و تأمین مالی پروژه‌های اصلاح نژاد در آلمان کمک کرد، از جمله برنامه‌ای به هدایت یوزف منگله که بعداً آزمایش‌های انسانی را در آشویتس انجام داد. در طول دادگاه نورنبرگ، نازی‌ها از نقل قول هولمز (بالا) برای دفاع از خود استفاده کردند.

## جمعیت‌شناسی

### بومیان آمریکا

#### آمار
زنان بومی آمریکا و آلاسکا نرخ بالایی از خشونت را تجربه می‌کنند. این اعمال خشونت آمیز شامل تجاوز جنسی، خشونت خانگی و قاچاق جنسی است. وزارت دادگستری ایالات متحده دریافت که ۸۴ درصد از زنان بومی آمریکا و آلاسکا از نوعی خشونت رنج برده‌اند. این بدان معناست که زنان بومی ۱٫۲ برابر بیشتر از زنان سفیدپوست غیر اسپانیایی در معرض خشونت هستند. ۵۶٫۱ درصد از زنان بومی آمریکا خشونت جنسی را تجربه کرده و بیش از ۹۰ درصد از این زنان توسط یک عضو غیر قبیله‌ای مورد حمله قرار گرفته‌اند. ۵۵٫۵ درصد از این زنان گزارش داده‌اند که در شرایط امنی نیستند، هل داده شده یا مورد ضرب و شتم قرار گرفته‌اند. ۴۸٫۸ درصد از طرف شریک عاطفی خود پرخاشگری روانی را تجربه کرده‌اند. علاوه بر این، ۹۷ درصد از زنان بومی که قربانی خشونت به دست مجرمی غیر بومی شده و ۳۵ درصد قربانیان، خشونت را از سوی یک فرد بومی تجربه می‌کنند. حدود ۳۳ درصد از زنان بومی مورد تجاوز جنسی قرار می‌گیرند و با نرخی دوبرابر نسبت به سایر جمعیت‌ها طعمه قرار گرفته‌اند.
این تعداد ممکن است کمتر از برآوردها در نظر گرفته شود. دادگاه‌های قبیله ای بومی نمی‌توانند اعضای غیر قبیله ای را به دلیل تعرض جنسی و تجاوز تحت تعقیب قرار دهند. مردان غیر بومی آمریکا مسئول بیشتر تجاوزات علیه زنان بومی آمریکا هستند. پرخاشگری روانی در ۶۶٫۴ درصد موارد توسط شریک زندگی آنها تجربه شده است. در ایالات متحده، بیش از ۱٫۵ میلیون زن سرخپوست آمریکایی و بومی آلاسکا در طول زندگی خود از خشونت رنج برده‌اند.
بیش از ۳۹ درصد از زنان سرخپوست آمریکایی و بومی آلاسکا در سال گذشته خشونت را تجربه کرده‌اند. از این تعداد، ۱۴ درصد مورد آزار جنسی، ۹ درصد مورد تعرض شریک عاطفی خود، ۱۲ درصد مورد تعقیب و ۲۵ درصد مورد پرخاشگری روانی توسط شریک عاطفی خود قرار گرفته‌اند. در سال گذشته، بیش از ۷۳۰۰۰۰ زن سرخپوست آمریکایی و بومی آلاسکا خشونت را تجربه کردند.
زنان بومی آمریکا و زنان بومی آلاسکا، همراه با زنان سیاه‌پوست، در مقایسه با سایر قومیت‌ها، میزان قتل بالاتری دارند. زنان بومی آمریکا و بومی آلاسکا در بردارنده ۳۶۰٫۳ درصد زنان قربانی قتل ۱۸ تا ۲۹ ساله هستند. ۴۷ درصد از مقتولان مربوط به خشونت شریک جنسی است. شرکای عاطفی فعلی ۸۱ درصد از قتل‌ها را مرتکب می‌شوند و ۱۲ درصد قتل‌ها توسط شریک قبلی انجام شده است. حسادت، مشاجره و اعمال خشونت آمیز قبلی در ۶۶ درصد مواقع قبل از قتل رخ می‌دهد. تصور می‌شود که قاچاق انسان در میان زنان بومی آمریکا و آلاسکا نیز رخ می‌دهد، اما مطالعات و آمار دقیقی در این رابطه وجود ندارد.
زنان بومی آمریکا در مقایسه با سایر قومیت‌ها، ۲٫۵ برابر بیشتر تعرض و تجاوز جنسی را تجربه می‌کنند. اگرچه قانون خشونت علیه زنان در سال ۲۰۱۳ مجدداً مجاز شد، اما اکثر قبایل درگیر تأمین بودجه زندان‌ها، دادگاه‌ها، مأموران اجرای قانون، قضات و برنامه‌های پیشگیری تلاش هستند.

#### نگرانی در مورد داده‌ها
آماری در مورد خشونت علیه زنان بومی آمریکا که در مناطق رزرو شده ساکن هستند وجود ندارد. این داده‌ها را می‌توان با آمار خشونت زنان بومی آمریکا که با رزرو زندگی نمی‌کنند ترکیب کرد. مجموعه داده‌ها اغلب کشورهای بومی مختلف را ترکیب می‌کنند، بنابراین داده‌های زیادی در مورد جوامع خاص وجود ندارد. این مشکل ساز است زیرا سطوح مختلفی از خشونت در هر قبیله وجود دارد. داده‌ها ناشناخته هستند زیرا هیچ آژانسی چنین اطلاعاتی را جمع‌آوری نمی‌کند. این داده‌ها همچنین بیشتر مبهم هستند زیرا افراد بی خانمان اغلب در بررسی ملی قربانیان جنایت گنجانده نمی‌شوند و بومیان آمریکا بخش قابل توجهی از جمعیت بی خانمان‌ها را تشکیل می‌دهند. این داده‌ها همچنین نشان می‌دهد که زنان بومی آمریکایی خشونت را توسط مجرمانی تجربه می‌کنند که اغلب بومی نیستند، که اغلب با شک و تردید قبایل و محققان مواجه شده که این داده‌ها را یک ناهنجاری بزرگ می‌دانند که توجه را از درک بهتر موضوع منحرف می‌سازند.

#### چارچوب‌های خشونت
سطوح بالای خشونتی که زنان بومی تجربه می‌کنند، منجر به ایجاد چارچوب‌های آکادمیک متعدد برای درک بهتر این پدیده شده است. بیشتر چارچوب‌ها استعمار، برتری سفیدپوستان و هنجارهای مردسالارانه مانند تبعیض جنسی را به دلیل تاریخ منحصر به فرد زنان بومی آمریکا به عنوان قربانیان خشونت استعماری و جنسی، در نظر می‌گیرند.

##### جهانی شدن
راونا کوئوکانن، استاد سیاست بومی قطب شمال در دانشگاه لاپلند، استدلال می‌کند که جهانی‌سازی امتداد سیستم‌های سرکوب، مانند برتری سفیدپوستان، پدرسالاری و سرمایه‌داری است. تحت چارچوب متقاطع او که پیوندهای بین استعمار، مردسالاری و سرمایه‌داری را آشکار می‌کند، زنان بومی به دلیل جهانی شدن جمعی با خشونت مواجه می‌شوند. این سیستم‌های متقاطع اشکال جدیدی از خشونت را ایجاد می‌نمایند. در ایالات متحده، این خشونت جنسی و نژادی می‌تواند به صورت نظامی شدن ظاهر شود. زنان بومی به دلیل انتخاب‌های کمتری که در نتیجه خصوصی‌سازی خدمات عمومی و آموزش تحت جهانی شدن دارند، به‌طور فزاینده ای در ارتش استخدام می‌شوند. ورود به ارتش به معنای قرار گرفتن در معرض سطوح بالاتر خشونت جنسی و تداوم خشونت جمعی ایالات متحده علیه بومیان آمریکایی است. ادغام زنان بومی در ارتش به تحقق هدف همسان سازی استعماری کمک کرده و استفاده از زنان بومی به عنوان سرباز برای اجرای امپراتوری در خارج از کشور به این معنی است که ایالات متحده می‌تواند خود را به عنوان یک ملت تقویت کند و حاکمیت بومی را سرکوب کند.

##### ظلم تاریخی
کاترین برنت، استاد دانشگاه تولین، مانند رویکرد متقاطع کوئوکانن برای درک خشونت علیه زنان بومی، توضیح می‌دهد که تلاقی استعمار، جنسیت‌گرایی و نژادپرستی چند برابر شد تا نظامی به نام استعمار پدرسالار را تشکیل داد. این استعمار نقش‌های جنسیتی جدیدی را تحمیل نمود که الگوی برابری‌خواهانه سنتی را که ملل بومی درک می‌کردند، به خطر انداخت. «تسخیر، تهاجم فرهنگی، تفرقه بینداز و حکومت کن و دستکاری» زنان بومی را با سلب قدرت سیاسی و مذهبی شان که اغلب مورد تجاوز قرار گرفته و به عنوان برده جنسی توسط استعمارگران مورد استفاده قرار می‌گرفتند، به جایگاه پایین‌تری تنزل می‌دهد. نظام‌های مردسالار اروپایی‌ها با زنان به‌عنوان شخصیت‌های زیردست و دارایی شوهرانشان رفتار می‌کردند، بنابراین زنان بومی در برابر چنین رفتاری آسیب‌پذیر شدند، زیرا استعمارگران شروع به کنترل آنچه اکنون ایالات متحده است کردند. استعمار پدرسالار تحت چارچوب انتقادی بزرگتر ستم تاریخی بورنت قرار می‌گیرد که «تجارب مزمن، فراگیر و بین نسلی از انقیاد که به مرور زمان تحمیل شده، عادی گشته و در زندگی روزمره بسیاری از مردمان بومی آمریکا نهادینه شده است». از آنجایی که IPV به احتمال زیاد در کشورهای بومی قبل از استعمار بسیار نادر بود، مرور کلی خشونت و ستم تاریخی برای درک چگونگی تجلی این خشونت بسیار مهم است. IPV محصول سیستم‌های ظالمانه بزرگتر و اختلالات تاریخی است که بر روی یکدیگر ایجاد می‌شوند. برنت «تجربه‌های سرکوب، خسارات تاریخی و معاصر، گسست فرهنگی، مظاهر ستم و باورها و ارزش‌های غیرانسانی» را به‌عنوان دلایل احتمالی تجلی IPV که زنان بومی تجربه می‌کنند، معرفی می‌نماید.

#### انواع خشونت

##### خشونت شریک عاطفی (IPV)
خشونت شریک عاطفی (IPV) یکی از رایج‌ترین اشکال خشونتی است که زنان بومی آمریکا تجربه می‌کنند و شامل خشونت فیزیکی، روانی و جنسی است که توسط شریک یا شریک قبلی انجام می‌شود. زنان بومی سطوح بالایی از خشونت شریک عاطفی را در ایالات متحده تجربه می‌نمایند که اغلب به دلیل خشونت ساختاری است. این سطح بالای خشونت مربوط به جوامع بومی است زیرا زنان بومی در جوامع بومی سنتی مادرزادی مقدس تلقی می‌شوند. خشونت علیه زنان بومی بسیار غیرمعمول بود و مغایر با ارزش‌های بومی تلقی می‌شد.
IPV به اشکال مختلفی مانند مشت یا ضربه با دست، کوبیدن به دیوار یا سطح سخت، کشیده شدن روی زمین یا اتاق و خفه شدن ظاهر می‌شود. بسیاری از زنان بومی آمریکا گزارش می‌دهند که توسط شریک زندگی خود مجروح شده‌اند. در حالی که آنها اغلب آسیب‌های جزئی مانند بریدگی هستند، آسیب‌های عمده مانند شکستگی استخوان، چشم‌های کبود شده یا دندان‌های خرد شده نیز می‌توانند شایع باشند. این خشونت در طول روابط طولانی مدت ظاهر می‌شود و اغلب بخشی از یک چرخه سوء استفاده در روابط عاطفی است که زنان بومی از زمان کودکی تجربه کرده‌اند. نرخ بالای IPV در جوامع بومی ممکن است با وضعیت اجتماعی-اقتصادی پایین آنها مرتبط باشد. علاوه بر این، ارتباط IPV با بیماری روانی با نرخ بالاتری از مشکلات سلامت روان، مانند PTSD، افسردگی و سوء مصرف مواد، اضطراب، رفتار ضد اجتماعی و افکار خودکشی مطابقت داشته که زنان بومی را حتی بیشتر مستعد خشونت می‌کند. IPV همچنین بر سلامت روان کودکانی که در خانواده‌های مبتلا به این نوع خشونت زندگی می‌کنند، تأثیر منفی می‌گذارد. آنها تمایل به داشتن عزت نفس پایین و وابستگی ناایمن دارند.

##### تجاوز جنسی
زنان بومی آمریکا بالاترین نرخ سرانه تجاوز جنسی را در ایالات متحده تجربه می‌نمایند. درست مانند IPV، تجاوز جنسی در جوامع بومی قبل از استعمار نادر بود. تعرض و تجاوز جنسی به زنان بومی اغلب به عنوان روشی برای کنترل و تسلط استعمارگران مورد استفاده قرار می‌گرفت. اخراج اجباری و گسترش شهرک نشینی در ایالات متحده آمریکا نیز در اصطلاح جنسی توصیف شد که تجاوز استعاری به این سرزمین را که به عنوان تجاوز واقعی به زنان بومی آشکار ساخت. انسانیت زدایی زنان بومی آمریکا از طریق تجاوز ممکن است به توجیه جایگاه پایین آنها در جامعه استعماری کمک کرده باشد. تجاوز جنسی به زنان بومی آمریکا اغلب با اعمال خشونت آمیز علیه مردم بومی در ایالات متحده مانند رد اشک‌ها و تب طلا همزمان بوده است.
تجاوز جنسی اغلب خارج از شراکت عاطفی اتفاق می‌افتد. زنان بومی می‌توانند توسط افراد مختلف مورد تجاوز قرار گیرند: غریبه‌ها، دوستان، همسایگان، اقوام. اغلب اوقات، زنان بومی توسط افرادی که بومی نیستند مورد تجاوز قرار می‌گیرند. این روند با سایر اشکال جنایات خشونت آمیز که اغلب درون نژادی در ایالات متحده است متفاوت هستند تجاوز جنسی اغلب بخشی از چرخه خشونت بین نسلی است. بسیاری از زنان در جامعه مانند مادران، مادربزرگ‌ها و سایر اقوام زن خود مورد تجاوز جنسی قرار می‌گیرند. بسیاری از این متجاوزان به دلیل مسائل قضایی و دیگر مسائل حقوقی تحت پیگرد قانونی قرار نمی‌گیرند.

##### زنان و دختران مفقود شده و به قتل رسیده
طبق گزارش مرکز کنترل بیماری (CDC)، قتل سومین علت مرگ زنان بومی آمریکا در ایالات متحده است. در سال ۲۰۱۶، بیش از ۵۷۰۰ مورد ناپدید شدن زنان و دختران بومی آمریکا و آلاسکا در مرکز ملی اطلاعات جرایم وجود داشت. پایگاه داده افراد گمشده فدرال وزارت دادگستری حدود ۲ درصد از این پرونده‌ها یا ۱۱۶ پرونده را ثبت کرده است. یک مطالعه در سال ۲۰۱۷ که توسط مؤسسه بهداشت شهری سرخپوستی (UIHI) انجام شد، ۵۰۶ مورد مفقود و به قتل رسیدن را در ۷۱ شهر در سراسر ایالات متحده نشان داد. از این ۵۰۶ مورد، ۱۲۸ مورد زنان بومی مفقود شده، ۲۸۰ مورد به قتل رسیده و ۹۸ مورد در وضعیت نامشخص بودند به این معنی که UIHI نمی‌توانست تشخیص دهد که آیا دختر یا زن بومی آمریکا مرده یا پیدا شده است. سن قربانیان از زیر ۱ تا ۸۳ سال با میانگین سنی ۲۹ سال بود. UIHI همچنین ۱۵۳ مورد را شناسایی کرد که در حال حاضر در سوابق مأموران قانون وجود ندارد.

### مهاجران
مهاجران به ایالات متحده زمانی که سعی می‌کنند روابط خشونت آمیز را ترک نمایند با مشکلات بزرگی روبرو می‌شوند. اگر یک مجرم وضعیت مهاجرت را کنترل کند، می‌تواند از تهدید اخراج استفاده کند تا از تماس زن کتک خورده با مقامات و آژانس‌های کمکی جلوگیری کند. برخی از قوانین تصویب شده توسط کنگره ایالات متحده به قربانیان مهاجر اجازه می‌دهد تا موقعیت‌های خشونت خانگی را ترک کنند. سایر سیاست‌های پیشنهادی که هنوز اجرایی نشده‌اند، برای جلوگیری از اخراج مهاجرانی که خشونت خانگی، تعرض جنسی و قاچاق انسان را تجربه کرده‌اند، طراحی شده‌اند.
زنان تراجنسیتی، به ویژه زنان تراجنسیتی رنگین‌پوست و کارگران جنسی، در معرض خطر خشونت جنسی، فیزیکی و عاطفی قرار دارند. زنان تراجنسیتی بیشتر از زنان همسو جنسیت مورد حمله خشونت آمیز قرار می‌گیرند.

## قانون

### قانون خشونت علیه زنان
در ۱۳ سپتامبر ۱۹۹۴، رئیس‌جمهور بیل کلینتون قانون خشونت علیه زنان (VAWA) را امضا کرد که توسط سناتور جو بایدن تهیه شده بود و توسط سیاستمدار دموکرات لوئیز اسلاتر نوشته شده بود. این قانون ۱٫۶ میلیارد دلار بودجه برای تحقیق و تعقیب جرایم خشونت آمیز علیه زنان اعطا کرد و غرامت از محکومان را به صورت خودکار و اجباری کرد. VAWA با حمایت دو حزبی توسط کنگره پذیرفته شد، اگرچه جمهوری خواهان مجلس تلاش کردند در سال ۱۹۹۵ بودجه آن را کاهش دهند. VAWA اداره خشونت علیه زنان را ایجاد کرد که بخشی از وزارت دادگستری است.
در سال ۲۰۰۵، اتحادیه آزادی‌های مدنی آمریکا بیان کرد که «VAWA یکی از مؤثرترین قوانینی است که برای پایان دادن به خشونت خانگی، خشونت قرار ملاقات، تعرض جنسی، و تعقیب به تصویب رسیده است. پاسخ مجریان قانون به خشونت علیه زنان را به طرز چشمگیری بهبود بخشیده و خدمات حیاتی برای حمایت از زنان در مبارزه آنها برای غلبه بر موقعیت‌های آزاردهنده ارائه کرده است.»
در سال ۲۰۱۳، VAWA پرونده‌های دادگاه عالی اولیفانت علیه قبیله سرخپوستان اسکوامیش در سال ۱۹۷۸ و دورو علیه رینا را نقض کرد که اجازه می‌داد خشونت شریک عاطفی علیه زنان بومی آمریکا توسط افراد غیربومی توسط دادگاه‌های قبیله‌ای تحت تعقیب قرار گیرد. این مقررات قضایی جدید در ۷ مارس ۲۰۱۵، تحت بخش ۹۰۴: صلاحیت قبیله ای در مورد جرایم خشونت خانگی و بند ۹۰۵: احکام حمایت از قبیله به اجرا درآمد. بخش ۹۰۴ به قبایل این امکان را می‌دهد که بر غیر بومیان که با یک قبیله ارتباط دارند، صلاحیت قضایی داشته باشند، با توجه به اینکه افراد غیربومی در زمین‌های قبیله ای به رسمیت شناخته شده توسط فدرال، زندگی می‌کنند، در زمین‌های قبیله ای کار می‌نمایند، یا با یک بومی آمریکایی ازدواج کرده یا شریک زندگی خود هستند. بخش ۹۰۵ به قبایل صلاحیت قضایی همزمان با دولت فدرال ایالات متحده را در مورد خشونت شریک عاطفی ارائه می‌دهد.
از اوایل سال ۲۰۱۹، VAWA به دلیل اختلافات سیاسی در کنگره ایالات متحده تمدید نشده است.

## سوء رفتار جنسی توسط پلیس
کاتو سوءرفتار جنسی توسط افسران پلیس یا مقامات دولتی را دومین شکل رایج جرایم پلیس رتبه‌بندی کرد. تحقیقات نشان می‌دهد که بیشتر قربانیان تعرض و آزار جنسی پلیس، زنان بوده‌اند که در بسیاری از موارد نسبت به اقتدار افسری ضعیف عمل کرده‌اند، مانند دستگیرشدگان، خبرچین‌های محرمانه، افراد زندانی، کارگران جنسی و بازرسان پلیس (جوانانی که علاقه‌مند به شغلی در اجرای قانون بودند).

## واکنش‌ها
در سال ۲۰۱۱، گزارشگر ویژه سازمان ملل متحد در امور خشونت علیه زنان، رشیده منجو، پیشرفت در زمینه خشونت علیه زنان در ایالات متحده را گزارش کرد، اگرچه او همچنین توصیه‌هایی را در مورد آفریقایی‌ها و بومیان آمریکایی، مهاجران، پرسنل نظامی و کسانی که در زندان هستند ارائه د.

## پیوند به
- منابع محلی توسط دفتر خشونت علیه زنان برای زنان فراهم شده است
- خط تلفن ملی خشونت خانگی (۱-۸۰۰-۷۹۹-۷۲۳۳)
- خط تلفن تجاوز جنسی (۱-۸۰۰-۶۵۶-۴۶۷۳)
- خط کمک ملی سوء استفاده از دوست‌یابی نوجوانان (۱-۸۶۶-۳۳۱-۹۴۷۴)
- Victim Connect (1-855-484-2846)
- روابط و ایمنی ارائه شده توسط دفتر سلامت زنان